# Muravera
Muravera (en sardo: Murèra) es un municipio de Italia de 5.155 habitantes en la provincia de Cerdeña del Sur, región de Cerdeña. Está situado a 40 km al noreste de Cagliari.
La actividad económica principal es la agricultura. De hecho, se trata de uno de los centros agrícolas más importantes de la isla, debido a su proximidad con el río Flumendosa.
Entre los lugares de interés destaca la iglesia parroquial de San Nicola di Bari, de estilo gótico catalán, así como el alineamiento megalítico Piscina Rei. La región es también conocida por sus playas, como la de San Giovanni, Costa Rei, Feraxi o Colostrai.

## Evolución demográfica
| Gráfica de evolución demográfica de Muravera entre 1861 y 2001 |
|                                                                |
| Fuente ISTAT - Elaboración gráfica de Wikipedia                |